# Sheikh Faiaz
Sheikh Faiaz  là một cầu thủ bóng đá người Ấn Độ thi đấu ở vị trí tiền vệ cho Mohun Bagan ở I-League.

## Sự nghiệp
Faiaz được đăng ký bởi Mohammedan vào tháng 7 năm 2017 trước Calcutta Premier Division 2017–18. Ngày 20 tháng 8 năm 2017, Faiaz lập cú đúp cho Mohammedan trước Southern Samity.
Sau mùa giải với Mohammedan, Faiaz gia nhập Mohun Bagan ở I-League. Anh có màn ra mắt cho câu lạc bộ ngày 25 tháng 11 năm 2017 trong trận đấu mở màn trước Minerva Punjab. Anh vào sân từ phút 66 thay cho Chesterpoul Lyngdoh và Mohun Bagan hòa 1–1.

## Thống kê sự nghiệp
Tính đến 12 tháng 3 năm 2018
| Câu lạc bộ          | Mùa giải            | Giải vô địch              | Giải vô địch | Giải vô địch | Cúp     | Cúp       | Châu lục | Châu lục  | Tổng    | Tổng      |
| Câu lạc bộ          | Mùa giải            | Hạng đấu                  | Số trận      | Bàn thắng    | Số trận | Bàn thắng | Số trận  | Bàn thắng | Số trận | Bàn thắng |
| ------------------- | ------------------- | ------------------------- | ------------ | ------------ | ------- | --------- | -------- | --------- | ------- | --------- |
| Mohammedan          | 2017-18             | Calcutta Premier Division | 9            | 4            | 0       | 0         | —        | —         | 9       | 4         |
| Mohun Bagan         | 2017–18             | I-League                  | 18           | 1            | 2       | 1         | —        | —         | 20      | 2         |
| Tổng cộng sự nghiệp | Tổng cộng sự nghiệp | Tổng cộng sự nghiệp       | 27           | 5            | 2       | 1         | 0        | 0         | 29      | 6         |